# Cornelia van der Veer

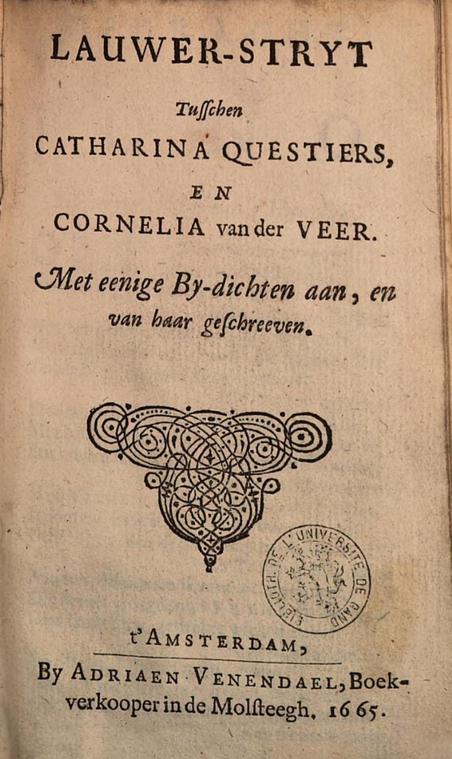
Titelblatt von Lauwer-stryt tusschen Catharina Questiers en Cornelia van der Veer (1665)

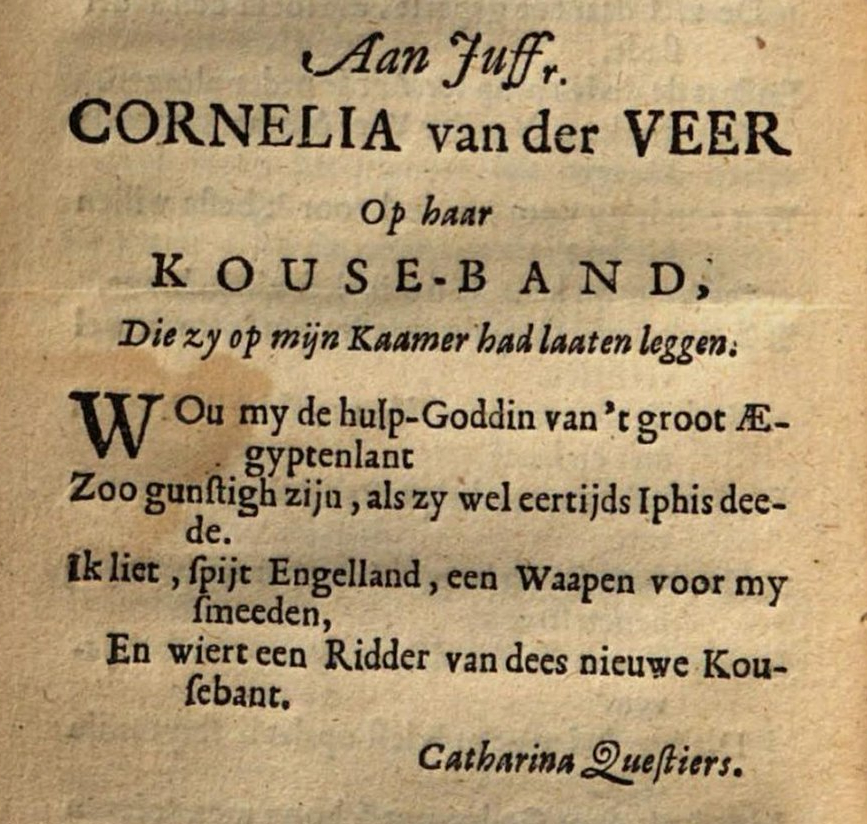
Gedicht Op haar kouseband von Catharina Questiers gerichtet an Van der Veer. In: Lauwer-stryt (1665)

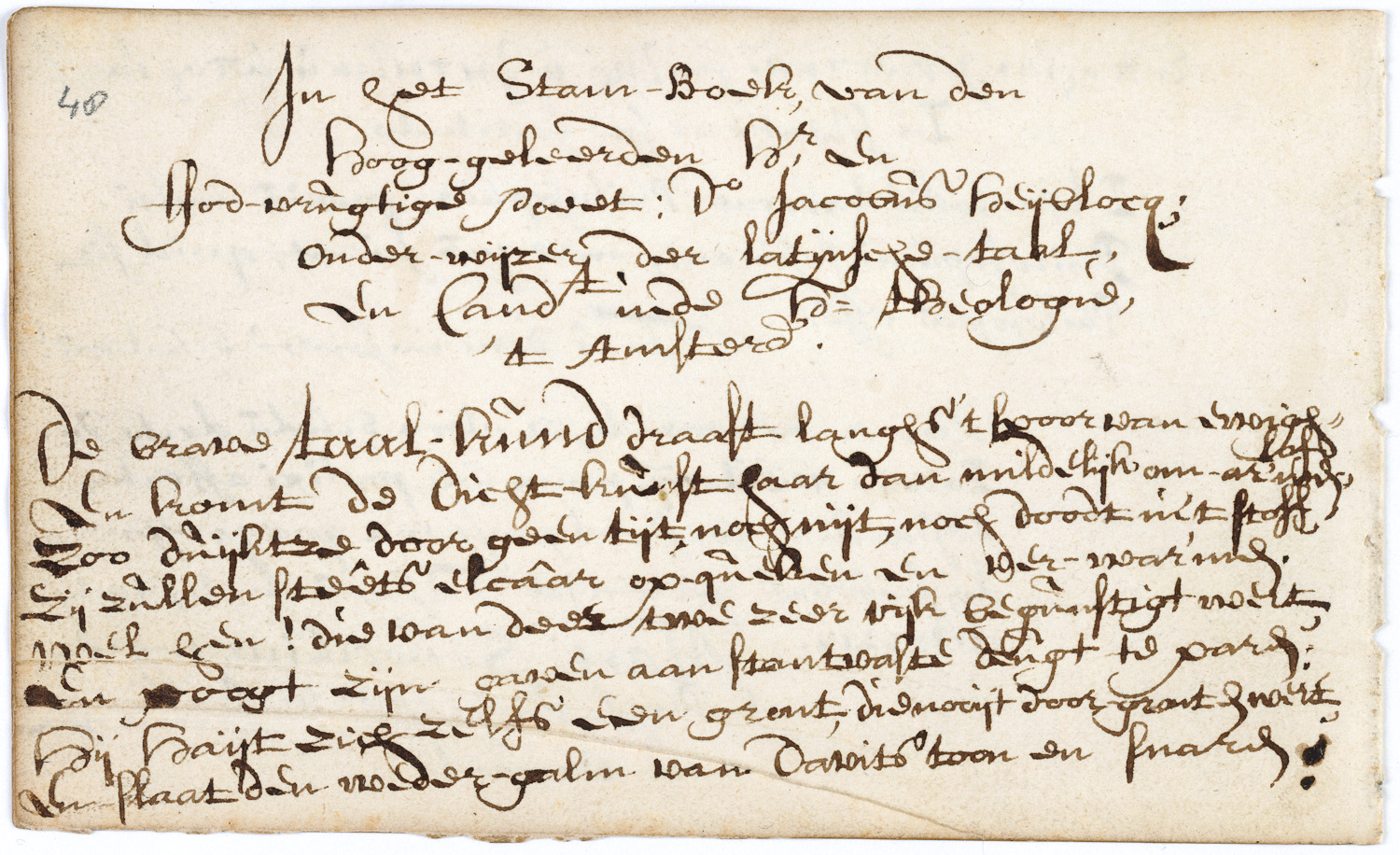
Handschrift von Van der Veer, 1. April 1666, Album amicorum von Jacobus Heyblocq (1623–1690)

Cornelia van der Veer (* 30. August 1639 in Amsterdam; † nach 1702 ebenda) war eine niederländische Dichterin. Ihre Gedichte wurden bereits zu ihren Lebzeiten gedruckt, was für eine Frau zu jener Zeit ungewöhnlich war, und sie war eine der ersten Frauen, die politische Flugblätter veröffentlichte. Zusammen mit Catharina Questiers (1631–1669) und Katharyne Lescailje (1649–1711) gilt sie als eine der bekanntesten und erfolgreichsten Dichterinnen ihrer Zeit.

## Leben
Cornelia van der Veer war die Tochter von Albert Pieterszoon und Cornelia Cornelis. Sie lebten im Sardammer Veer, was den Nachnamen der Familie erklärt. Sie hatte, wie sie selber schrieb, sechzehn Brüder und Schwestern.
Cornelia van der Veer blieb ihr ganzes Leben lang unverheiratet. Ihr Todesdatum ist nicht bekannt, muss aber nach dem 10. April 1702 (möglicherweise 1704) gewesen sein.
Etwa 135 Gedichte von van der Veer sind überliefert. Zwischen 1666 und 1675 erschienen einige von ihnen in Form eines Pamphlets; in vier dieser Gedichte erörtert sie die politische Situation in der Republik zu jener Zeit. Sie schreibt unter anderem über den Zweiten und Dritten Englisch-Niederländischen Krieg und über den Statthalter Wilhelm III. Sie war die erste Frau, die sich an der öffentlichen politischen Debatte beteiligte.
Zwischen November 1662 und Januar 1663 schrieben van der Veer und Questiers gemeinsam eine Reihe von Gedichten, die 1665 veröffentlicht wurden. Die Sammlung trug den Titel Lauwer-strijt tussen Catharina Questiers en Cornelia van der Veer („Kampf um den Lorbeer …“). Der Wettstreit ging darum, wer den Lorbeerkranz des Dichters mehr verdiente. Der Kampf wurde mit einem Unentschieden gewertet. Insgesamt steuerte Questiers 31 Gedichte und van der Veer 51 Gedichte bei. Hinzu kamen weitere Gedichte von Freunden, die sie in das Buch aufnahmen, so dass es zu einer umfangreichen, 375 Seiten umfassenden, limitierten Auflage kam.
Von 1674 an tauscht sie Gedichte mit Katharyne Lescailje aus. Letztere eröffnete die Serie mit einem Abschiedsgedicht, als Van der Veer nach Den Briel reist. Knapp zwei Jahre später beschwert sich Van der Veer, dass Lescailje anderen mehr Aufmerksamkeit schenkt, insbesondere ihrer Freundin Sara de Canjoncle. Danach wird der Austausch von Gedichten dünner. Der Gedichtaustausch ist in den gesammelten Werken von Lescailje enthalten.
Schließlich wurden Cornelia van der Veers Gedichte in mehr als zehn Gedichtsammlungen als Auftragsgedichte oder Schwellengedichte aufgenommen. Nach 1702 ist keine weitere Veröffentlichung von ihr bekannt.
Cornelia van der Veer schrieb Gedichte zu Ehren von Joan Blasius und wurde von Joost van den Vondel und Constantijn Huygens gelobt. Sie unterzeichnete ihre Gedichte mit dem Motto Ik tracht Veerder („Ich versuche zurückzukommen“).

## Werkausgaben (Auswahl)
- Gulde bruyloft. Op de 50. jarige-houweyks-dagh; van den eerwaerde Cornelis de Bree, en zyn zeegenryke eghtgenoodt. Anna Engelsman. Getrout den 11 augusty 1652 (Pamphlet, 1652).
- Lauwer-strijt tussen Catharina Questiers en Cornelia van der Veer. Met eenige by-gedichten aan en van haar geschreeven. (1665).
- ‘T hervormde slag-swaard of Geestelyke hane-kraay oover de bedroefde toestand, van onse scheeps-vlood.  (Pamphlet, 1666).
- Het triomphante pinkster-feest, of zegenpraal, over de bevogte victory der Nederlandsche vloot. (Pamphlet, 1666).
- Triumphante Vruegde-Galm, over de bevoghte Victorie van onse Scheeps Vloot, door de Manhafte, Strijdb 're en onvergelijklicke Helden: de Heeren Michael de Ruyter en Cornelis Tromp. (Pamphlet, 1673).
- Olyf tak, over de gesloten vrede, met de Koning van Groot-brittangien.(Pamphlet, 1674).
- Over het aenvaarden, van het capiteyn generaelschap, en admirael ter see van sijn doorluchte hoogheyt Wilhelm de Derde prince van Orangie, grave van Nassau, &c. (1675).

Handschrift
- Brief van Cornelia van der Veer aan Joan Leonardszoon Blasius. In: Blasius: Album amicorum, 1663 [Universitätsbibliothek Amsterdam].
- Albuminscriptie van Cornelia van der Veer (1639-na apr. 1702), dichteres, voor het album amicorum van Jacob Heyblocq (1623-1690), rector van de Latijnse school te Amsterdam, AAJH-026 Contribution of Cornelia van der Veer, 1666 [Königliche Bibliothek der Niederlande].